# Ivajlo Stojanov
Ivajlo Stojanov (Bulgaars: Ивайло Стоянов) (28 maart 1981) is een Bulgaars voetbalscheidsrechter. Hij was in dienst van FIFA en UEFA tussen 2012 en 2022. Ook leidt hij sinds 2008 wedstrijden in de Parva Liga.
Op 10 augustus 2008 leidde Stojanov zijn eerste wedstrijd in de Bulgaarse nationale competitie. Tijdens het duel tussen Botev Plovdiv en Tsjernomorets Boergas (0–1) trok de leidsman driemaal de gele kaart. In Europees verband debuteerde hij op 5 juli 2012 tijdens een wedstrijd tussen Birkirkara en Metalurg Skopje in de eerste voorronde van de UEFA Europa League; het eindigde in 2–2 en Stojanov gaf zevenmaal een gele kaart. Zijn eerste interland floot hij op 26 maart 2013, toen Albanië met 4–1 won van Litouwen. Alban Meha, Edgar Çani, Migjen Basha en Markus Palionis (eigen doelpunt) scoorden voor Albanië en Evaldas Razulis namens Litouwen. Tijdens deze wedstrijd toonde Stojanov aan drie Albanezen en vijf Litouwers een gele kaart.

## Interlands
| Datum            | Plaats               | Wedstrijd              | Uitslag | Competitie             | Kreeg geel | Kreeg voor de tweede keer geel en dus rood | Weggestuurd |
| ---------------- | -------------------- | ---------------------- | ------- | ---------------------- | ---------- | ------------------------------------------ | ----------- |
| 26 maart 2013    | Tirana, Albanië      | Albanië – Litouwen     | 4 – 1   | Vriendschappelijk      | 8          | 0                                          | 0           |
| 12 november 2015 | Skopje, Macedonië    | Macedonië – Montenegro | 4 – 1   | Vriendschappelijk      | 5          | 0                                          | 0           |
| 5 september 2017 | Vaduz, Liechtenstein | Liechtenstein – Spanje | 0 – 8   | WK 2018 kwalificatie   | 2          | 0                                          | 0           |
| 10 oktober 2020  | Tórshavn, Faeröer    | Faeröer – Letland      | 1 – 1   | Nations League 2020/21 | 4          | 0                                          | 0           |